# 윈앰프
윈앰프(영어: Winamp)는 널소프트(Nullsoft)가 1997년 4월 21일에 개발한, 마이크로소프트 윈도우용 미디어 플레이어이다. 프리웨어 버전과 셰어웨어 버전을 구분하여 배포하고 있다. 윈앰프는 1997년 2월 유타 대학에 재학 중이었던 저스틴 프랭클(Justin Frankel)이 만든 것이다. 윈앰프는 1990년대 후반부터 2000년대 초반까지 전 세계적으로 널리 쓰였던 플레이어였다.
윈앰프에서는 스킨을 사용하여 전반적인 모양을 바꿀 수 있으며, 스킨을 제작할 수 있는 방법이 공개되어 있기 때문에 많은 이들이 스킨을 제작하여 사용하고 있다. 그 결과 윈앰프의 홈페이지에서는 다양한 스킨이 배포되고 있다. 한편 윈앰프는 2013년 12월 20일을 마지막으로 서비스가 종료됐다.

## 역사
윈앰프는 1997년 4월 21일에, 0.20a를 프리웨어로 내놓으며 처음 시작하였다. 처음에는 윈앰프의 영문 표기는 WinAMP로(AMP 부분이 현재는 소문자로 변경되었다), 버전 0.20a에는 메뉴 모음에만 있는 인터페이스를 가지고 있었으며 이마저 재생(열기), 정지, 일시 정지, 그리고 일시 정지 해제 기능만 갖추고 있었다. 파일 재생은 명령줄에 입력하거나 아이콘에 떨어뜨리면 재생되는 방식이었다. MP3 디코딩은 "비상업적 용도로 사용할 경우에만 무료"라는 이용 조건을 가진, 당시 대학생이던 Tomislav Uzelac가 개발한 AMP® 디코딩 엔진을 이용하였으며 당시 윈앰프는 이 엔진에 인터페이스를 씌운 것이다. 여기서 "AMP"는 "Advanced Multimedia Products" (고급 멀티미디어 제품)의 약자다.
윈앰프 0.92는 1997년 5월에 나왔다. 윈앰프 0.92는 현재의 "클래식"(classic) 윈앰프 스킨의 시작이었다. 짙은 회색 바탕의 직사각형에 3D 효과의 버튼, 빨간색/초록색의 볼륨 조절 막대에다가 초록색으로 표시되는 트랙명과 MP3 비트레이트와 함께 역시 초록색의 LED 글꼴로 시간을 표시했다. 하지만 당시에는 음악이 어느 정도 재생되었는지를 보여주는 막대가 존재하지 않았다. 스펙트럼, 파형 표시 기능도 나중에 추가되었다.
윈앰프 1.006은 1997년 6월 7일에 공개되었다. 그리고 영문 명칭이 "WinAMP"에서 "Winamp"로 바뀌었다. 당시 많이 생소했던 MP1, MP2, MP3 포맷을 지원했지만 1998년 윈앰프 2가 출시될 때까지 해당 포맷을 이용하는 사용자가 많지 않았다. 윈앰프 2 출시 이후 마이크로소프트 윈도우 사용자들 중에서 가장 많이 다운로드된 소프트웨어들 중 하나로 꼽히게 된다.
1999년 타임 워너의 계열사 중 하나인 AOL이 당시로는 거금인 8천만 달러(당시 한화 800억 원)에 널소프트를 인수하였다.
윈앰프 2 이후 윈앰프 3이 2002년 8월 9일에 출시되었는데 윈앰프 3은 윈앰프 2에서 완전히 새로 쓴 것이며 다양한 기능성을 제안한 와사비 애플리케이션 프레임워크에 기반을 두고 있다. 윈앰프 3(빌드 488)은 미완성 상태에서 정식으로 내놨으며 와사비 SDK도 미완성 상태였었다. 거기에 불안정했으며 당시 시스템으로는 자원을 많이 요구하였다. 게다가 윈앰프 3에서는 윈앰프 2에서 사용하던 플러그인과 스킨, 그리고 샤우트캐스트 플러그인을 지원하지 않았다. 그 결과, 많은 사용자들이 윈앰프 3에서 윈앰프 2로 되돌아갔다. 널소프트는 이러한 사용자 반응을 수렴하여 기존 윈앰프 2의 홈페이지를 따로 분류해서 윈앰프 2를 배포하였으며 2.9, 2.91 버전의 개발을 계속하였고, 공개되지 않은 온라인 버전의 2.92와 2.95 버전으로 윈앰프 5를 위한 토대를 다지고 있었다. 그리고 윈앰프 3는 공개를 중지하였으나 와사비 플레이어를 개명한 후 빌드업을 시작하였으며 오픈 소스로 공개할 예정이었으나 빌드 499에서 제작이 중단되고 오픈 소스로 공개도 되지 못하였다.
AOL에 인수된 뒤 윈앰프는 내리막길을 걷는다. 버전 3부터는 플레이어 자체도 무거워졌고 AOL의 서비스와 여러 가지 기능을 넣으면서 기본 플레이어 자체의 크기도 커졌다. 안 쓰는 기능이 많아지면서 사람들은 새 버전에 대한 관심보다 가볍고 작은 구 버전을 선호하기도 했다. AOL로서는 음원 서비스를 비롯한 기능 추가로 유료화를 노렸지만 이때부터 윈앰프의 새 버전은 썩 인기를 끌지 못했다. AOL의 고집으로 의사결정이 원활하지 않았고 윈앰프의 방향성이 흔들리기 시작했다는 소문까지 돌 정도였다.
윈앰프 2와 윈앰프 3은 나중에 각자의 장점만을 가지고 윈앰프 5로 합쳐지게 된다. 개발자들은 "아무도 윈앰프 4 스킨을 보고 싶어하지 않을 거야"라는 농담을 하기도 했다. 윈앰프 5는 윈앰프 2의 코드베이스를 기반으로, 몇몇 윈앰프 3의 기능을 포함했다. (모던 스킨 같은) 윈앰프 5.0은 2003년 12월에 출시되었다. 그리고 2005년 갖은 노력 끝에 와사비에서 독립된 버전을 개발하는 데 성공했다. 이후 효율성이 떨어지는 스킨과 스크립트 모듈은 더 이상 출시되지 않았다.
윈앰프 5는 세 가지 버전으로 출시되었다. 라이트, 풀 버전은 프리웨어이며, 프로 버전은 등록과 미국 기준으로 19.95달러에 판매되고 있다. 라이트 버전은 최소한의 기능을 제공하며, 프로 버전은 CD 굽기와 같은 보다 고급적인 기능을 제공한다.
윈앰프 5.54에서부터는 일본어, 한국어 등의 언어팩을 지원하며 다운로드할 때 해당 언어 설치 버전을 받으면 된다.
버전 3부터 내리막길을 걷다가 결국 AOL에서 2013년 12월 20일에 서비스를 종료하기로 하였다. 그러나 벨기에의 인터넷 라디오 업체 라디오노미가 인수하여 웹사이트와 개발이 유지되게 되었다.
기본적인 기능은 아래와 같다.
- MIDI, MOD, MP1, MP2, MP3, AAC, OGG, Vorbis, FLAC, WAV, WMA, 칩튠즈 등 다양한 오디오 포맷을 지원한다.
- AVI, MPEG, 그리고 NSV(널소프트 스트리밍 비디오) 같은 비디오 포맷도 지원한다.
- 사운드 효과나 시각 효과를 위한 플러그인을 추가로 지원한다.
- 윈앰프 2의 "클래식" 스킨과 윈앰프 3의 "모던" 스킨을 기본적으로 제공한다.
- 샤우트캐스트 기술을 이용한 인터넷 스트리밍 방송 재생을 지원한다.
- 유니코드로 된 메타데이터가 포함된 미디어 파일 지원.
- 아이팟과 같은 포터블 미디어 플레이어 지원.
- CD 버닝 기능을 통해 음악 파일을 CD에 담을 수 있다.(프로 버전)
- 단축키 지원.
- 포맷 변환

## 같이 보기
- Audacious
- XMMS